# Gerontha nivicaput
Gerontha nivicaput är en fjärilsart som beskrevs av Diakonoff 1968. Gerontha nivicaput ingår i släktet Gerontha och familjen äkta malar.
Artens utbredningsområde är Filippinerna. Inga underarter finns listade i Catalogue of Life.